# Aviamento
Aviamento é a capacidade de um determinado estabelecimento comercial de produzir lucro. Essencialmente, é um lucro potencial, uma expectativa de retorno financeiro fundada em diversas características do empreendimento. É a sobrevalorização do estabelecimento.
Segundo o professor Fábio Ulhoa Coelho (Manual de Direito Comercial, 18.ª ed., 2007, p. 54-55), aviamento é o valor conferido ao conjunto de bens integrantes do estabelecimento empresarial enquanto mantidos nesta qualidade: o estabelecimento empresarial é a reunião dos bens necessários ao desenvolvimento da atividade econômica.
O estabelecimento empresarial é a reunião dos bens necessários ao desenvolvimento da atividade econômica. Quando o empresário reúne bens de variada natureza, como as mercadorias, máquinas, instalações, tecnologia, prédio etc, em função do exercício de uma atividade, ele agrega a esse conjunto de bens uma organização racional que importará em aumento do seu valor enquanto continuarem reunidos. Alguns autores usam a expressão aviamento para se referir a esse valor acrescido.
Na legislação, Lei 6404/76, apresenta-se com a terminologia de fundo de comércio e pode ser valorizado pelo método holístico.
Essa capacidade de obter lucro é atribuída, geralmente, à organização do empreendimento, à fidelidade e qualidade da freguesia, à capacidade gerencial, etc.